# دنيس نيلسن
دنيس نيلسن (بالإنجليزية: Dennis Nilsen) هو قاتل متسلسل بريطاني، ولد في 23 نوفمبر 1945 في فريزربرغ ‏ في المملكة المتحدة، وتوفي في 12 مايو 2018 في Full Sutton ‏ في المملكة المتحدة.
قام بقتل خمسة عشر شخصًا لكن تمت إدانته بقتل ثمانيه اشخاص.

## وصلات خارجية
- دنيس نيلسن على موقع ميوزك برينز (الإنجليزية)